# Thorkild Grosbøll
Thorkild Grosbøll (født 27. februar 1948 i Støvring, død 10. maj 2020) var en dansk sognepræst. Han blev student i 1967 ved Rønde studenterkursus og cand.theol. i 1975 ved Københavns Universitet. Han har været sømandspræst i Lissabon og sognepræst ved Davidskirken i København. I juni 1991 blev han ansat som sognepræst i Taarbæk Sogn i Kongens Lyngby Provsti.

## Teologiske kontroverser
I foråret 2003 udgav Thorkild Grosbøll bogen En Sten i Skoen, hvilket ikke affødte mange reaktioner, selv om han skrev, at han ikke tror på Gud. Den manglende opmærksomhed var måske en følge af bogens fragmentariske opbygning og vanskeligt tilgængelige indhold. Men den 23. maj 2003 bragte Grosbøll sig selv i dagspressens søgelys med et interview i Weekendavisen. Heri gentog han sit kontroversielle synspunkt, der også var bogens omdrejningspunkt, at han ikke tror på en skabende og opretholdende Gud. Interviewet affødte en voldsom offentlig debat med mange udmeldinger fra læserbrevsskribenter, heriblandt mange præster, teologer og kirkeligt engagerede.
I december 2018 deltog Thorkild Grosbøll i et arrangement med Ateistisk Selskab, hvor han kaldte sig ”kristen ateist” og kritiserede folkekirken og præstestanden.

## Kirkestrid
Biskop i Helsingør Stift Lise-Lotte Rebel indledte den 3. juni 2003 samtaler med præsten om hans tro. Hun fritog ham for tjeneste som sognepræst, fordi Grosbøll havde
- tilsidesat folkekirkens bekendelsesgrundlag
- undergravet embedets agtelse og tillid.
- tilsidesat tjenstligt pålæg.
- skabt dyb forvirring om folkekirken.

Den 23. juli 2003 fik Thorkild Grosbøll lov til at fortsætte som sognepræst i Taarbæk under skærpet tilsyn.
Torsdag den 3. juni 2004 fik Grosbøll besked om, at han senest den 4. juni skulle vælge mellem at sige op og komme på ventepenge eller blive suspenderet. Mandag den 7. juni 2004 orienterede menighedsrådsformanden cand. jur. Lars Heilesen i Taarbæk Kirke om sagen. Torsdag den 10. juni 2004 fritog biskop Lise-Lotte Rebel med øjeblikkelig virkning Thorkild Grosbøll for tjeneste.
Under hele forløbet støttede menigheden Thorkild Grosbøll. Især gjorde menighedsrådets formand holdningen klar med udmeldinger som: "Vi er flintrende ligeglade med højteologiske diskussioner. Vi har Thorkild Grosbøll. Det er nok for os."
Hele sagen gav en usædvanligt ophedet offentlig debat. Grosbøll bragte ikke debattens temperatur ned, da han stillede op til interview i pressen med udtalelser som "Gud hører fortiden til. Han er faktisk så gammeldags, at det undrer mig, at moderne mennesker overhovedet kan tro, at han eksisterer. Jeg er rigtig grundig træt af al den tomme snak om mirakler og evigt liv."
Samtidig følte han sig misforstået af biskop og presse: citater fra hans prædikener var taget ud af sammenhæng, og han mente noget helt andet.

## Sagens afslutning
Den 12. juli 2004 besluttede Kirkeministeriet, at sagen skulle afgøres ved en præsteret, og der indledtes en partshøringsprocedure, der blev afsluttet i februar 2005. Den 11. maj 2005 fritog Kirkeministeriet Lise Lotte Rebel for at føre tilsyn med Thorkild Grosbøll og overdrog i stedet tilsynet til biskoppen i Roskilde Stift, Jan Lindhardt. Dermed afviste ministeriet foreløbigt at lade sagen afgøre ved en præsteret. Lindhardt tog den 20. maj 2005 Grosbøll op til en slags konfirmation i vidners nærvær og bad ham besvare trosbekendelsens enkelte led (herunder: "Jeg tror på Gud Fader den almægtige, himlens og jordens skaber ..."). Efter at pastor Grosbøll havde svaret "ja" til dette og på ny bekræftet sit præsteløfte med sin underskrift, kunne han igen fungere i sit embede – dog med pålæg om foreløbig at afholde sig fra at udtale sig til pressen.
Herefter var der ro om sagen til efteråret 2007, hvor det i anledning af det forestående bispevalg i Roskilde Stift blev besluttet, at opsynet med Grosbøll skulle overdrages til biskoppen i Århus Stift, Kjeld Holm med udgangen af april 2008, når Jan Lindhardt ikke længere var biskop. Kort efter meddelte Grosbøll, at han havde besluttet at stoppe som præst, da han i 2008 fyldte 60.

## Fodnoter
1. ↑  "Tidligere sognepræst og ateist Thorkild Grosbøll er død - 72 år". TV 2. Ritzau. 11. maj 2020. Hentet 11. maj 2020.
2. ↑  https://www.information.dk/indland/2020/05/nekrolog-selvom-thorkild-grosboell-praest-soegte-guddom-optaget-menneskeligheden
3. ↑  Kristeligt Dagblad, 11. juni 2004
4. ↑  Ude og Hjemme, uge 24, 2005
5. ↑  Holm arver Grosbøll | Kristeligt Dagblad
6. ↑  Thorkild Grosbøll har sagt op | Kristeligt Dagblad
7. ↑  Ugudelige prædikener